# Montereau-sur-le-Jard
Montereau-sur-le-Jard este o comună franceză, situată în departamentul Seine-et-Marne, în regiunea Île-de-France.

## Geografie

### Localizare
Montereau-sur-le-Jard se află la 6 km nord de Melun.
Comuna este mărginită la nord de aerodromul Melun-Villaroche, care ocupă o treime din suprafața sa, și la sud de autostrada A5 și de linia de mare viteză Sud-Est.

### Comune limitrofe
| Réau             | Limoges-Fourches | Lissy               |
|                  |                  | Saint-Germain-Laxis |
| Vert-Saint-Denis | Voisenon         | Rubelles            |

### Hidrografie
Rețeaua hidrografică a comunei Montereau-sur-le-Jard este formată din două cursuri de apă înregistrate:
- Fossé 01 de la Marnière, cu o lungime de 1,08 km[5];
- Fossé 01 de la Plaine du Jard, un canal de 1,37 km[6], care se varsă în ru du Jard la Voisenon.
- Lungimea totală a cursurilor de apă de pe teritoriul comunei este de 1,25 km[7].

### Clima
În 2010, clima comunei este de tipul climatului oceanic degradat al câmpiilor din Centru și Nord, conform unui studiu al Centrului Național de Cercetare Științifică (CNRS) pe baza unui set de date care acoperă perioada 1971-2000 bazat pe o serie de date din perioada 1971-2000. În 2020, Météo-France a publicat o tipologie a climatului pentru Franța metropolitană, în care comuna este expusă unui climat oceanic și se află în regiunea climatică Sud-vest a bazinului Parisian, caracterizată printr-o ploaie redusă, în special primăvara (120-150 mm) și o iarnă rece (3,5 °C).
Pentru perioada 1971-2000, temperatura anuală medie este de 11,2 °C, cu o amplitudine termică anuală de 15 °C. Cumulul anual mediu de precipitații este de 695 mm, cu 11,7 zile de precipitații în ianuarie și 7,8 zile în iulie. Pentru perioada 1991-2020, temperatura medie anuală observată la stația meteorologică Météo-France situată în comună, este de 11,6 °C, iar cumulul anual mediu de precipitații este de 657,9 mm.
Pentru viitor, parametrii climatici estimati pentru comună pentru anul 2050, conform diferitelor scenarii de emisii de gaze cu efect de seră, pot fi consultati pe un site dedicat publicat de Météo-France în noiembrie 2022.

### Mediu natural și biodiversitate
Pe teritoriul comunei Montereau-sur-le-Jard nu este identificat niciun spațiu natural de interes patrimonial în cadrul inventarului național al patrimoniului natural.

## Tipologie
La 1 ianuarie 2024, Montereau-sur-le-Jard este clasificată drept comună rurală cu habitat dispersat, conform noii grile comunale de densitate cu șapte niveluri definită de INSEE (Institutul Național de Statistică și Studii Economice) în 2022. Comuna este situată în afara unităților urbane. În plus, comuna face parte din aria metropolitană a Parisului, fiind una dintre comunele de la periferie, această zonă reunind 1.929 de comune.

### Ocuparea terenurilor
Ocupația solurilor din comună, conform bazei de date europene privind ocuparea biogeografică a solurilor Corine Land Cover (CLC), este caracterizată de predominanța teritoriilor agricole (61,5 % în 2018), în scădere față de 1990 (70,9 %). Repartiția detaliată în 2018 este următoarea: terenuri arabile (59,9 %), zone industriale sau comerciale și rețele de comunicații (35 %), zone urbanizate (3,5 %), zone agricole eterogene (1,6 %).

## Toponimie
Numele localității este menționat sub următoarele forme: Monsterellum în 1212; Musteriolum prope Melodunum în 1227; Monstereul de lez l'abahie du Jars în 1320; Monsteriau în 1320; Musterolum în 1339; Monstereau emprez le Jard în 1384; Monstereau în 1385; Monterieau sus le Jard în 1569; Monthereau sur le Jard în 1596; Montereau sur Jouarre în 1774.
Montereau: Poate proveni din latinescul monasterellum, diminutiv al lui monasterium, „mănăstire”.
În câmpia Ru du Jard; Jard: Poate fi un cuvânt regional care înseamnă „pietriș nisipos” sau „pietricele” care formează bancuri pe malurile unui râu.

## Istorie
Ocuparea umană pe platoul din Montereau-sur-le-Jard este continuă, din epoca bronzului până în epoca contemporană. Au fost descoperite rămășițe osoase aparținând a trei mamuți lanosi adulți.

### Perioada galică
Regiunea înconjurătoare era, cel mai probabil, controlată de poporul Senonilor, deși se afla la granița teritoriului acestora. Arheologia a scos la lumină o așezare agricolă vastă, datată în secolele al II-lea și I î.Hr.

### Evul Mediu Timpuriu
După această ocupare antică, în zona Courceaux s-a dezvoltat un cătun merovingian. Această așezare importantă a existat între secolele al VI-lea și al XII-lea d.Hr. și este, probabil, la originea domeniului feudal Courceaux. În secolul al XIII-lea, este posibil ca situl să fi trecut sub controlul Abației Sfântului Ioan Botezătorul din Jard, care deținea acolo o fermă.

### Epoca modernă
La 17 iulie 1771, între Montereau-sur-le-Jard și Éprunes, un loc numit Réau, a explodat meteoritul care fusese observat în mare parte din Anglia și Franța.
Prin ordonanță regală din 22 martie 1842, cele două vechi parohii Montereau-sur-le-Jard și Aubigny au fost reunite pentru a forma comuna actuală, care deține două biserici: Saint-Martin în Montereau-sur-le-Jard și Notre-Dame-de-la-Nativité în Aubigny.
Aerodromul Melun-Villaroche, situat în mare parte pe teritoriul comunei, a devenit un loc notabil pentru testele de zbor începând cu anul 1944. Colonelul Rozanoff, pilot de încercare, și-a pierdut viața aici pe 3 aprilie 1954, în timpul unei tentative de a depăși bariera sunetului la altitudine joasă la bordul unui avion Mystère IV.

## Populația și societatea

### Date demografice
Evoluția numărului de locuitori este cunoscută prin recensămintele populației efectuate în comuna respectivă începând din 1793. Pentru comunele cu mai puțin de 10 000 de locuitori, un recensământ al întregii populații este realizat la fiecare cinci ani, populațiile legale pentru anii intermediari fiind estimate prin interpolare sau extrapolare.
În 2021, comuna număra 495 locuitori, în scădere cu -6,07 % față de 2015 (Seine-et-Marne: +3,45 %, Franța fără Mayotte: +1,84%).
| An        | 1793 | 1821 | 1841 | 1856 | 1876 | 1886 | 1901 | 1921 | 1936 | 1962 | 1982 | 2006 | 2014 | 2021 |
| --------- | ---- | ---- | ---- | ---- | ---- | ---- | ---- | ---- | ---- | ---- | ---- | ---- | ---- | ---- |
| Populație | 120  | 86   | 131  | 285  | 257  | 223  | 248  | 237  | 288  | 269  | 264  | 582  | 534  | 495  |

## Cultură locală și patrimoniu

### Locuri și monumente
- Biserica Saint-Martin din Montereau-sur-le-Jard a fost înscrisă în lista monumentelor istorice în 1926[39].
- Biserica Notre-Dame din Aubigny a fost înscrisă în lista monumentelor istorice în 1926[40].

### Personalități
- Muzicianul Pete Doherty s-a stabilit în Montereau-sur-le-Jard în 2015[41].